# Лаврове (Ялтинський район)
Лавро́ве (до 1944 року — Куркюлет, крим. Kürkület) — село в Україні, в Ялтинському районі, підпорядковане Алуштинській міській раді Автономної Республіки Крим.

## Опис

Кюркюлет на карті.

Знаходиться за 18 км на південний захід від Алушти. Відстань від райцентру Ялта до населеного пункта становить 15 кілометрів по прямій.
Населення — 249 чол. (на 2006 р.).
Через село проходить Автошлях М 18, по якому пролагає тролейбусний маршрут Алушта—Ялта.

## Населення
За даними перепису населення 2001 року, у селі мешкало 249 осіб. Мовний склад населення села був таким:
| Мова       | Число ос. | Відсоток |
| ---------- | --------- | -------- |
| українська | 19        | 7,63     |
| російська  | 229       | 91,97    |
| білоруська | 1         | 0,4      |

## Історія

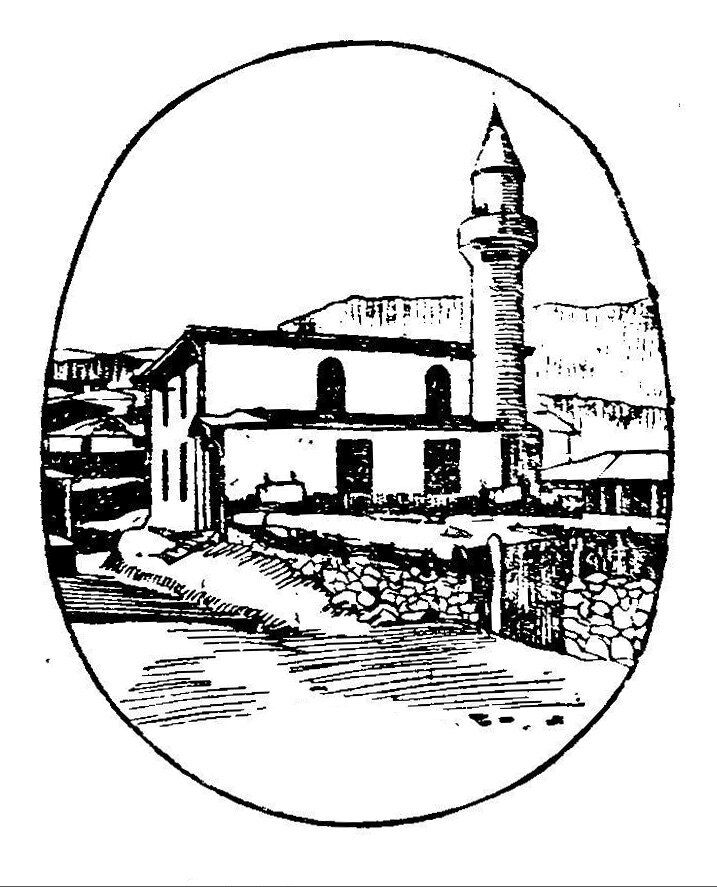
Колишня куркулетська мечеть, використана під школу. Газета Червоний Крим, 13 квітня 1930 рік.

Вперше в доступних джерелах Куркулет згадується в збережених у Генуї казначейських списках Кафи (cartolfri della Masseria), що відносяться, приблизно, до 1360 року, серед інших, що належали капітанству Готія поселень.